# Denver Open 1975
Il Denver Open 1975 è stato un torneo di tennis giocato sul sintetico indoor. È stata la 4ª edizione del torneo che fa parte del World Championship Tennis 1975. Si è giocato a Denver negli USA dal 14 al 20 aprile 1975.

## Campioni

### Singolare maschile
Jimmy Connors ha battuto in finale  Brian Gottfried con il punteggio di 6–3, 6–4

### Doppio maschile
Roy Emerson /  Rod Laver hanno battuto in finale  Bob Carmichael /  Allan Stone con il punteggio di 6–2, 3–6, 7–5